# Людвіг Бек
Людвіг Бек (нім. Ludwig Beck Німецька: [ˈluːt.vɪç bɛk] ( прослухати); нар. 29 червня 1880, Бібріх — пом. 20 липня 1944, Берлін) — генерал-полковник німецької армії (1938). У 1933-35 — начальник військового управління, у 1935-38 — начальник Генерального штабу Збройних сил Німеччини. На військовій службі з 1898.

## Біографія
Людвіг Август Теодор Бек народився 29 червня 1880 у Бібріху (Biebrich), що на Рейні. Походив з родини великих промисловців — батько, Людвіг Бек, будучи доктором філософських наук, керував ливарним виробництвом на Рейнському металургійному заводі. Спочатку родина жила в будинку при заводі, потім — на віллі на Райнгаухштрассе. З 1898 Людвіг Бек-молодший проходив військову службу, брав участь у Першій світовій війні, був офіцером Генштабу, начальником штабу армії, потім служив у рейхсвері. У 1933-35 був начальником військового управління, у 1935-38 назначений на посаду начальника Генштабу сухопутних військ, був відповідальний за розробку та проведення наземних операцій.
Людвіг Бек був одним з організаторів вермахту та прихильником збереження верховного керівництва вермахтом з боку генералітету. У зв'язку з цим виступав проти концентрації всієї влади в руках Гітлера. 30 травня 1938 виступив проти запланованого Гітлером нападу на Чехословаччину, мотивуючи це тим, що німецька армія не готова до ведення повномасштабних бойових дій. 18 серпня 1938 відправлений у відставку. Опозиційні Гітлеру військові розглядали кандидатуру Бека як потенційного керівника держави на випадок усунення Гітлера з політичної арени. Бек взяв участь у Липневій змові проти Гітлера 1944. Після її провалу Людвіг Бек був заарештований, внаслідок чого покінчив життя самогубством у будівлі Військового міністерства на Бендлерштрассе 20 липня 1944.

## Військова служба
Людвіг Бек здобув традиційну освіту для подальшого вступу до німецької армії у 1898 як курсант. Рухаючись вгору кар'єрними сходами, він був визнаний талановитим офіцером і зарахований до персоналу. З початком Першої світової війни відправлений на Західний фронт, де брав участь як кадровий офіцер. Після поразки Німеччини у 1918 залишився у малочисельному післявоєнному рейхсвері. Продовжуючи рухатися вперед, Людвіг Бек згодом став командиром 5-го артилерійського полку.
У 1930 Бек став на захист трьох своїх офіцерів, яким було пред'явлено звинувачення у розповсюдженні нацистської пропаганди поштою. Оскільки членство в політичних партіях за правилами рейхсверу було заборонене, ці офіцери постали перед військово-польовим судом. Однак на той час Бек вважав, що нацисти є прогресивною силою в Німеччині, і що офіцери повинні мати можливість вступити до їхньої партії. В ході цих випробувань Людвіг Бек познайомився з Адольфом Гітлером та був вражений ним. Протягом двох наступних років працював над новим уставом рейхсверу.
У 1932 Людвіг Бек був назначений командиром 1-ї кавалерійської дивізії, також він отримав звання генерал-лейтенанта. Бажаючи повернути довоєнний престиж та силу Німеччини, Людвіг Бек привітав прихід нацистів до влади у 1933. 1 жовтня 1933 Бек очолив Труппенамт (нім. Truppenamt), приховане військове міністерство Веймарської республіки.
Версальський договір забороняв рейхсверові мати свій Генеральний штаб, тому існувала підпільна організація, що виконувала аналогічні функції. У ролі її начальника Бек працював на відбудову німецької армії та прискорив розвиток нових бронетанкових сил. Після того, як переозброєння Німеччини рушило вперед, Бек був офіційно призначений головою Генерального штабу у 1935. Працюючи в середньому по 10 годин на день, він був відомий як розумний офіцер, а, будучи політичним гравцем, він працював на розширення своїх повноважень та шукав можливості безпосередньо консультувати керівництво рейху. Хоча він вважав, що Німеччина повинна провести велику війну або серію воєн, щоб повернути своє місце у балансі сил в Європі, він відчував, що це не повинно відбуватися, поки армія не буде повністю готовою. Але він підтримав окупацію Гітлером Рейнської області у 1936. Тим не менш Бек був усе більш стурбований тим, що Гітлер завчасно штовхає країну до великого конфлікту. В результаті він відмовився розробляти плани вторгнення у Австрію у травні 1937, оскільки відчував, що це може спровокувати війну з Великою Британією та Францією.

### Суперечки з Гітлером
Хоча Бек передбачав конфлікт, який завершиться ліквідацією Чехословаччини, та офіційно виступав за його початок восени 1937, він все ж побоювався, що Німеччина не готова до масштабної війни у Європі. Не вірячи, що Німеччина зможе виграти змагання до 1940, Бек почав відкрито виступати проти війни з Чехословаччиною у травні 1938. Як старший генерал армії він піддавав сумніву сподівання Гітлера, що Франція та Британія дозволять Німеччині повну свободу дій. Відносини між Беком та Гітлером почали погіршуватися, і цьому посприяла перевага СС над силами вермахту. Впродовж літа Бек продовжував працювати над тим, щоб запобігти конфліктові і, намагаючись посилити тиск на нацистський режим, спробував організувати масові відставки високопоставлених німецьких офіцерів, а 29 липня він дав доручення армії готуватися до внутрішнього конфлікту, який має відбутися за необхідності. Аргументи Бека проти початку війни були відхилені Гітлером на зустрічі старших генералів, і 17 серпня Бек подав у відставку.

## Участь у змові проти Гітлера
З осені 1939 по 1941 Людвіг Бек працював з іншими антинацистськими чиновниками, такими як Герделер, доктор Яльмар Шахт та Ульріх фон Хассель над плануванням державного перевороту з метою відсторонити від влади Гітлера та укласти мир з Англією й Францією. Після цього Бек повинен був стати головою нового німецького уряду. Він брав участь у двох невдалих спробах підірвати Гітлера у 1943. У 1944 він разом з Герделером та Клаусом фон Штауффенбергом став одним з ключових гравців у подіях, що згодом отримали назву «змова 20 липня».
Після вбивства Гітлера змовники мали намір використати війська резерву, щоб взяти на себе управління країною та сформувати тимчасовий уряд на чолі з Беком. Але замах зазнав невдачі і Бек, будучи викритим та позбавленим надій на порятунок, покінчив життя самогубством, не дочекавшись суду. Він вистрілив в себе з пістолета, однак отримав тільки важке поранення. В результаті справу довершив сержант, вистріливши Бекові у задню частину шиї.

## Нагороди
- Залізний хрест 2-го і 1-го класу
- Хрест «За вірну службу» (Шаумбург-Ліппе) (1914)
- Орден Корони (Пруссія) 4-го класу
- Орден Альберта (Саксонія), лицарський хрест 1-го класу з мечами
- Орден Фрідріха (Вюртемберг), лицарський хрест 1-го класу з мечами
- Ганзейський Хрест (Гамбург і Бремен)
- Військовий Хрест Фрідріха-Августа (Ольденбург) 2-го і 1-го класу
- Військова медаль (Османська імперія)
- Королівський орден дому Гогенцоллернів, лицарський хрест з мечами (17 липня 1917)
- Хрест «За вислугу років» (Пруссія)
- Почесний хрест ветерана війни з мечами
- Медаль «За вислугу років у Вермахті» 4-го, 3-го, 2-го і 1-го класу (25 років)